# Sébastien Siani
Sébastien Siani (Douala, 21 december 1986) is een Kameroens voetballer die sinds 2022 uitkomt voor KSV Bredene.

## Clubcarrière
De Kameroense spits begon op jonge leeftijd te voetballen bij Kadji Sports Academy. Na enkele jaren trok hij de aandacht van RSC Anderlecht, dat hem in 2005 naar Brussel haalde. In zijn thuisland werd Siani toen beschouwd als de nieuwe Samuel Eto'o.
In januari 2005 arriveerde hij op Anderlecht. Aanvankelijk voetbalde de Kameroener een paar maanden in de paarswitte jeugdreeksen, maar in 2006 mocht hij zijn debuut maken in het eerste elftal. Hij scoorde onder meer in de wedstrijd voor de Supercup (die Anderlecht ook won) tegen SV Zulte Waregem. In januari 2007 werd Siani voor een half jaar uitgeleend aan SV Zulte Waregem. In het seizoen 2007/08 verhuurde Anderlecht de jonge spits aan toenmalig tweedeklasser Union Saint-Gilloise. In het seizoen seizoen 2008/09 werd hij opnieuw uitgeleend, deze keer aan tweedeklasser Sint-Truidense VV.
Na dat seizoen keerde hij terug naar het Astridpark, maar door de terugkomst van Nicolas Frutos en de doorbraak van Matias Suarez besloot Anderlecht om Siani nog een seizoen te verhuren aan STVV. Tijdens de heenronde van het seizoen 2010/11 kwam Siani opnieuw uit voor Anderlecht, maar in januari werd hij wederom uitgeleend, nu aan tweedeklasser FC Brussels. Daar werd hij een van de sterkhouders, waardoor de club hem in de zomer van 2011 definitief overnam van Anderlecht.
In januari 2013 werd zijn contract bij Brussels in onderling overleg ontbonden, en werd Siani een vrije speler. Amper enkele weken later ondertekende hij een overeenkomst voor de rest van het seizoen met optie op een extra jaar bij toenmalig tweedeklasser KV Oostende. Op 7 april van dat jaar kroonde Oostende zich tot kampioen in Tweede klasse. In het seizoen 2013/14, het eerste na de terugkeer naar de Jupiler Pro League, mocht Siani al een paar keer de aanvoerdersband dragen bij de kustclub, waar hij later de vaste kapitein werd. Aan het einde van het seizoen 2013/14 werd hij door de supporters verkozen tot Speler van het Jaar.
In de daaropvolgende seizoenen bleef Siani een gewaardeerde kracht bij KV Oostende. In het najaar van 2017 leek Siani op weg naar Al-Jazira Club, maar uiteindelijk ondertekende Siani in januari 2018 een contract van tweeënhalf jaar bij Antwerp FC, dat een halfjaar eerder na dertien jaar was teruggekeerd naar het hoogste niveau. Een halfjaar later was Siani alweer weg bij Antwerp, om uiteindelijk toch voor Al-Jazira te tekenen.
Na twee jaar voetballen in de Verenigde Arabische Emiraten en een jaar zonder club maakte Siani in de zomer van 2021 zijn comeback in het Belgisch voetbal: de inmiddels 34-jarige Siani ondertekende een tweejarig contract bij Knokke FC. In de zomer van 2022 zette Siani een eerste stap in zijn trainerscarrière: de Kameroener ging aan de slag bij de U18-ploeg van zijn ex-ploeg KV Oostende, waar hij zijn ex-ploegmaat Michiel Jonckheere tegenkwam, en werd tegelijk ook assistent bij de U21-ploeg van Oostende. Kort daarop raakte ook bekend dat Siani tevens zijn spelerscarrière verderzette bij tweedeprovincialer KSV Bredene. Kurt Bataille trad hierbij op als verbindende factor: Bataille was destijds zowel hoofdtrainer van Bredene als beloftentrainer van KV Oostende. Later ging Siani aan de slag als jeugdtrainer bij KMSK Deinze.

## Interlandcarrière
Siani maakte op 10 oktober 2015 zijn debuut in het Kameroens voetbalelftal in een vriendschappelijke interland tegen Nigeria. Hij werd door bondscoach Hugo Broos geselecteerd voor het Afrikaans kampioenschap voetbal 2017. In de tweede groepswedstrijd, tegen Guinee-Bissau, maakte hij zijn eerste doelpunt op het toernooi. Siani nam met Kameroen als Afrikaans kampioen deel aan de FIFA Confederations Cup 2017, waar in de groepsfase werd verloren van regerend wereldkampioen Duitsland, regerend Zuid-Amerikaans kampioen Chili en werd gelijkgespeeld tegen de kampioen van Azië, Australië.

## Statistieken
| Seizoen | Club              | Land                                  | Competitie            | Wed.        | Goals       |
| ------- | ----------------- | ------------------------------------- | --------------------- | ----------- | ----------- |
| 2005/06 | RSC Anderlecht    | Vlag van België                       | Jupiler Pro League    | 3           | 0           |
| 2006/07 | RSC Anderlecht    | Vlag van België                       | Jupiler Pro League    | 1           | 0           |
| 2006/07 | → Zulte Waregem   | Vlag van België                       | Jupiler Pro League    | 13          | 1           |
| 2007/08 | → Union SG        | Vlag van België                       | Tweede Klasse         | 34          | 10          |
| 2008/09 | → Sint-Truiden VV | Vlag van België                       | Tweede Klasse         | 33          | 8           |
| 2009/10 | → Sint-Truiden VV | Vlag van België                       | Jupiler Pro League    | 22          | 2           |
| 2010/11 | → FC Brussels     | Vlag van België                       | Tweede Klasse         | 13          | 6           |
| 2011/12 | FC Brussels       | Vlag van België                       | Tweede Klasse         | 33          | 10          |
| 2012/13 | FC Brussels       | Vlag van België                       | Tweede Klasse         | 20          | 5           |
| 2012/13 | KV Oostende       | Vlag van België                       | Tweede Klasse         | 8           | 1           |
| 2013/14 | KV Oostende       | Vlag van België                       | Jupiler Pro League    | 42          | 7           |
| 2014/15 | KV Oostende       | Vlag van België                       | Jupiler Pro League    | 35          | 8           |
| 2015/16 | KV Oostende       | Vlag van België                       | Jupiler Pro League    | 39          | 3           |
| 2016/17 | KV Oostende       | Vlag van België                       | Jupiler Pro League    | 33          | 3           |
| 2017/18 | KV Oostende       | Vlag van België                       | Jupiler Pro League    | 27          | 3           |
| 2017/18 | Antwerp FC        | Vlag van België                       | Jupiler Pro League    | 15          | 1           |
| 2018/19 | Al-Jazira Club    | Vlag van Verenigde Arabische Emiraten | UAE Gulf League       | 28          | 1           |
| 2019/20 | Ajman Club        | Vlag van Verenigde Arabische Emiraten | UAE Gulf League       | 7           | 1           |
| 2020/21 | zonder club       | zonder club                           | zonder club           | zonder club | zonder club |
| 2021/22 | Knokke FC         | Vlag van Verenigde Arabische Emiraten | Eerste nationale      | 14          | 1           |
| 2022/23 | KSV Bredene       | Vlag van Verenigde Arabische Emiraten | Tweede prov. W.-Vl. B |             |             |
| 2023/24 | KSV Bredene       | Vlag van Verenigde Arabische Emiraten | Eerste prov. W-Vl.    |             |             |
| Totaal  | Totaal            | Totaal                                | Totaal                | 416         | 68          |

## Palmares
| Nationaal                   |    |                  |                   |
| Landskampioen België        | 1x | 2005/06          | RSC Anderlecht    |
| Winnaar Belgische Supercup  | 1x | 2006             | RSC Anderlecht    |
| Kampioen Tweede klasse      | 2x | 2008/09, 2012/13 | STVV, KV Oostende |
| Winnaar Africa Cup          | 1x | 2017             | Kameroen          |
| Kampioen Tweede provinciale | 1x | 2022/23          | KSV Bredene       |